# 1982 UW1
1982 UW1 är en asteroid i huvudbältet som upptäcktes den 16 oktober 1982 av den tjeckiske astronomen Antonín Mrkos vid Kleť-observatoriet i Tjeckien.
Asteroiden har en diameter på ungefär 18 kilometer.